# École d'ingénieurs en France
Les écoles d’ingénieurs en France sont des établissements habilités ou accrédités par la Commission des titres d'ingénieur (CTI) à délivrer un titre d'ingénieur diplômé. Cette liste est publiée une fois par an au Journal officiel de la République française.

## Histoire

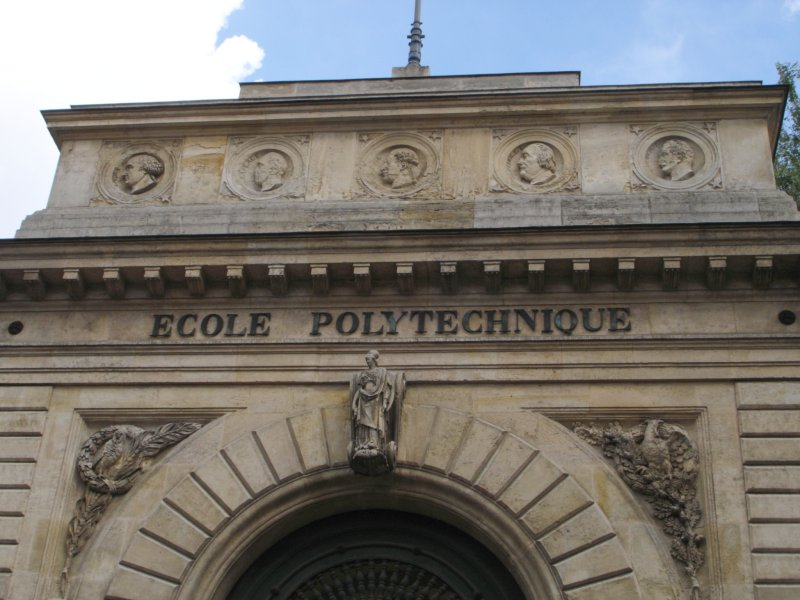
Fronton de l'École polytechnique.

L'Histoire des écoles d'ingénieurs françaises remonte au moins à la création des premières écoles d'ingénieurs, au xvie siècle.
Les ingénieurs étaient à l'origine des architectes chargés de concevoir et de réaliser les ouvrages militaires de défense, de passage, de transport, de villégiature ou d'attaque. C'est ainsi que l'on trouve chez l'architecte romain Vitruve et chez Léonard de Vinci à la Renaissance des ouvrages et des machines de guerre.
Les deux fonctions d'architecte civil et militaire se dédoublent au XVIe siècle, faisant apparaître une formation spécifique des ingénieurs. Les plus anciennes écoles royales d'ingénieurs en France répondaient aux besoins du génie militaire, du génie rural et aux grands corps de l'État chargés des ressources stratégiques (voies de circulation, ressources en eaux, bois, charbon et autres minerais). Il en résulte une première génération d'écoles de service public.
Les première écoles d'ingénieurs sont l'École des ingénieurs-constructeurs des vaisseaux royaux (aujourd'hui ENSTA), fondée en 1741, et l'École royale des ponts et chaussées (aujourd'hui École des Ponts), fondée en 1747.
Les activités des sociétés savantes et des cours municipaux de sciences et techniques se développent dans plusieurs villes de France au début du XIXe siècle (Paris, Lille, Lyon, Grenoble, Mulhouse, Strasbourg) et conduisent aux premières écoles répondant à un besoin spécifique de l'industrie civile à partir de 1829.
L'évolution des formations d'ingénieurs vers les besoins de l'industrie est précisée par la Conférence des directeurs des écoles françaises d'ingénieurs

## Liste des 204 écoles d'ingénieurs accréditées en 2020
Au 1er septembre 2020 (arrêté du 25 février 2021), le nombre d’écoles accréditées est de 204, dont sept écoles de « spécialisation »,
Par rapport à l'année précédente, il y a une évolution : l'Icam, site de Strasbourg-Europe, fusionnée au sein du collectif Icam.
Le tableau ci-dessous reprend la liste des écoles, dans l'ordre des académies. Nota : conformément aux règles de nommage, les noms des écoles et des diplômes délivrés reprennent donc cette liste jusqu'à publication de la liste mise à jour un an plus tard.
Abréviations :
Colonne « Statut » :
- Éc. spéc. = École de spécialisation. Une école de spécialisation délivre un diplôme d'ingénieur de spécialisation aux élèves déjà titulaires d'un diplôme d'ingénieur[2].

Colonne « Domaine » :
- AAA = Agronomie, agroalimentaire et agriculture ;
- AT = Aérospatial et transports ;
- B = Biologie ;
- BM = Biomédical ;
- C = Chimie ;
- COM = Communication, Audiovisuel, Multimédia ;
- E = Environnement ;
- Éco = Économie et statistique ;
- EEA = Électronique, électrotechnique et automatique ;
- Éner = Énergie ;
- G = Généraliste ;
- GC = Génie civil, bâtiment et travaux publics ;
- Géo = Géosciences ;
- GI = Génie industriel ;
- GP = Génie Physique ;
- IMA = Informatique et mathématiques appliquées ;
- Innov = Innovation, Entrepreneuriat, Intrapreneuriat
- Logi = Logistique ;
- M = Matériaux ;
- Mili= Militaire ;
- MP = Mécanique et productique ;
- MT = Management Technologique ;
- PATO = Physique appliquée, télécommunications, optique.
- PR = Prévention des risques.
- Topo = Géométrie, Topographie, Géographie.
- V = Vétérinaire

| N°  | Académie ou région académique | Nom officiel de l'établissement | Autre nom sous lequel est connue l'école | Titre officiel délivré : Ingénieur diplômé de l' | Statut     | Domaine                                   | N° département Commune                                         |
| --- | ----------------------------- | --- | ---------------------------------------- | --- | ---------- | ----------------------------------------- | -------------------------------------------------------------- |
| 1   | Aix-Marseille                 | École centrale de Marseille | Centrale Méditerranée                    | École centrale de Marseille | Public     | G                                         | 13 - Marseille                                                 |
| 2   | Aix-Marseille                 | École polytechnique universitaire de Marseille                                                                                         | Polytech Marseille                       | École polytechnique universitaire de l'université d'Aix-Marseille | Public     | GI,IMA,MP, Éner,M EEA,PATO, GC,B,BM       | 13 - Marseille                                                 |
| 3   | Aix-Marseille                 | École de l'air |                                          | École de l'air | Public     | Mili                                      | 13 - Salon-de-Provence                                         |
| 4   | Aix-Marseille                 | Institut supérieur du bâtiment et des travaux publics                                                                                  | ISBA TP                                  | Éc. spéc. | Privé      | GC                                        | 13 - Marseille                                                 |
| 5   | Amiens                        | Université de technologie de Compiègne                                                                                                 | UTC                                      | Université de technologie de Compiègne | Public     | B,C,MP, IMA,GC                            | 60 - Compiègne                                                 |
| 6   | Amiens                        | École supérieure de chimie organique et minérale                                                                                       | ESCOM Chimie                             | École supérieure de chimie organique et minérale | Privé      | C                                         | 60 - Compiègne                                                 |
| 7   | Amiens                        | Institut polytechnique UniLaSalle |                                          | Institut polytechnique UniLaSalle | Privé      | AAA,E,Géo                                 | 60 - Beauvais                                                  |
| 7   | Amiens                        | Institut polytechnique UniLaSalle | AAA                                      | Institut polytechnique UniLaSalle | Privé      | 76 - Rouen                                |                                                                |
| 7   | Amiens                        | Institut polytechnique UniLaSalle | E                                        | Institut polytechnique UniLaSalle | Privé      | 35 - Bruz                                 |                                                                |
| 8   | Amiens                        | École supérieure d'ingénieurs en électronique et électrotechnique d'Amiens                                                             | ESIEE Amiens                             | École supérieure d'ingénieurs en électronique et électrotechnique d'Amiens                                                                                              | Consulaire | EEA                                       | 80 Amiens                                                      |
| 9   | Amiens                        | École d'ingénieurs des sciences aérospatiales                                                                                          | ELISA Aerospace                          | École d'ingénieurs des sciences aérospatiales | Privé      | AT                                        | 02 - Saint-Quentin 33 - Saint Jean d'Illac                     |
| 10  | Besançon                      | École nationale supérieure de mécanique et des microtechniques                                                                         | ENSMM                                    | École nationale supérieure de mécanique et des microtechniques | Public     | MP                                        | 25 - Besançon                                                  |
| 11  | Besançon                      | Université de technologie de Belfort-Montbéliard                                                                                       | UTBM                                     | Université de technologie de Belfort-Montbéliard | Public     | Éner,GI,IMA, MP,EEA, Logi                 | 90 - Belfort                                                   |
| 12  | Besançon                      | Institut supérieur d'ingénieurs de Franche-Comté                                                                                       | ISIFC                                    | Institut supérieur d'ingénieurs de Franche-Comté de l'université de Besançon                                                                                            | Public     | BM                                        | 25 - Besançon                                                  |
| 13  | Bordeaux                      | École Nationale Supérieure de Matériaux, d'Agroalimentaire et de Chimie                                                                | ENSMAC                                   | École Nationale Supérieure de Matériaux, d'Agroalimentaire et de Chimie de l'institut polytechnique de Bordeaux                                                         | Public     | C, GP, AAA, B, M, MP                      | 33 - Pessac                                                    |
| 14  | Bordeaux                      | École nationale supérieure d'électronique, informatique, télécommunications, mathématiques et mécanique de Bordeaux                    | ENSEIRB- MATMECA                         | École nationale supérieure d'électronique, informatique, télécommunications, mathématique et mécanique de Bordeaux de l'institut polytechnique de Bordeaux              | Public     | EEA,IMA, PATO,MP                          | 33 - Talence                                                   |
| 15  | Bordeaux                      | École nationale supérieure de technologie des biomolécules de Bordeaux                                                                 | ENSTBB                                   | École nationale supérieure de technologie des biomolécules de Bordeaux de l'institut polytechnique de Bordeaux                                                          | Public     | B                                         | 33 - Bordeaux                                                  |
| 16  | Bordeaux                      | École nationale supérieure de cognitique                                                                                               | ENSC                                     | École nationale supérieure de cognitique de l'institut polytechnique de Bordeaux                                                                                        | Public     | G,IMA                                     | 33 - Talence                                                   |
| 17  | Bordeaux                      | École nationale supérieure en environnement, géoressources et ingénierie du développement durable                                      | ENSEGID                                  | École nationale supérieure en environnement, géoressources et ingénierie du développement durable de l'institut polytechnique de Bordeaux                               | Public     | E,Géo                                     | 33 - Pessac                                                    |
| 18  | Bordeaux                      | École nationale supérieure pour la performance industrielle et la maintenance aéronautique                                             | ENSPIMA                                  | École nationale supérieure pour la performance industrielle et la maintenance aéronautique de l'Institut polytechnique de Bordeaux                                      | Public     | AT                                        | 33 - Mérignac                                                  |
| 19  | Bordeaux                      | École nationale supérieure en génie des technologies industrielles                                                                     | ENSGTI                                   | École nationale supérieure en génie des technologies industrielles de l'université de Pau                                                                               | Public     | C, Éner                                   | 64 - Pau                                                       |
| 20  | Bordeaux                      | Institut supérieur aquitain du bâtiment et des travaux publics                                                                         | ISA BTP                                  | Institut supérieur aquitain du bâtiment et des travaux publics de l'université de Pau                                                                                   | Public     | GC                                        | 64 - Anglet                                                    |
| 21  | Bordeaux                      | École nationale supérieure des sciences agronomiques de Bordeaux Aquitaine                                                             | Bordeaux Sciences Agro                   | École nationale supérieure des sciences agronomiques de Bordeaux-Aquitaine                                                                                              | Public     | AAA, E                                    | 33 - Gradignan                                                 |
| 22  | Bordeaux                      | École supérieure des technologies industrielles avancées                                                                               | ESTIA                                    | École supérieure des technologies industrielles avancées | Consulaire | G                                         | 64 - Bidart                                                    |
| 23  | Clermont-Ferrand              | École d'ingénieurs SIGMA Clermont | SIGMA Clermont                           | École d’ingénieurs SIGMA Clermont de l’institut national polytechnique Clermont Auvergne (Université Clermont Auvergne)                                                 | Public     | C,MP,GI                                   | 63 - Aubière                                                   |
| 24  | Clermont-Ferrand              | École polytechnique universitaire de l’institut national polytechnique Clermont Auvergne                                               | Polytech Clermont                        | École polytechnique universitaire de l’institut national polytechnique Clermont Auvergne (Université Clermont Auvergne)                                                 | Public     | IMA,B,GC, EEA,GP                          | 63 - Aubière                                                   |
| 24  | Clermont-Ferrand              | École polytechnique universitaire de l’institut national polytechnique Clermont Auvergne                                               | Polytech Clermont                        | École polytechnique universitaire de l’institut national polytechnique Clermont Auvergne (Université Clermont Auvergne)                                                 | Public     | GI                                        | 03 - Montluçon                                                 |
| 25  | Clermont-Ferrand              | Institut supérieur d’informatique, de modélisation et de leurs applications                                                            | ISIMA                                    | Institut supérieur d’informatique, de modélisation et de leurs applications de l’institut national polytechnique Clermont Auvergne (Université Clermont Auvergne)       | Public     | IMA                                       | 63 - Aubière                                                   |
| 26  | Corse                         | École d'ingénieurs Paoli Tech | Paoli Tech                               | École d'ingénieurs Paoli Tech de l'université de Corse | Public     | Éner                                      | 20 - Corte                                                     |
| 27  | Dijon                         | École supérieure d'ingénieurs de recherche en matériaux                                                                                | ESIREM                                   | École supérieure d'ingénieurs de recherche en matériaux de l'université de Dijon                                                                                        | Public     | M,IMA,EEA                                 | 21 - Dijon                                                     |
| 27  | Dijon                         | École supérieure d'ingénieurs de recherche en matériaux                                                                                | ESIREM                                   | École supérieure d'ingénieurs de recherche en matériaux de l'université de Dijon                                                                                        | Public     | MP                                        | 71 - Le Creusot                                                |
| 28  | Dijon                         | Institut supérieur de l'automobile et des transports de Nevers                                                                         | ISAT                                     | Institut supérieur de l'automobile et des transports de Nevers de l'université de Dijon                                                                                 | Public     | AT,MP                                     | 58 - Nevers                                                    |
| 28  | Dijon                         | Institut supérieur de l'automobile et des transports de Nevers                                                                         | ISAT                                     | Institut supérieur de l'automobile et des transports de Nevers de l'université de Dijon                                                                                 | Public     | GI                                        | 89 - Auxerre                                                   |
| 29  | Dijon                         | Institut national supérieur des sciences agronomiques, de l'alimentation et de l'environnement                                         | Agrosup Dijon                            | Institut national supérieur des sciences agronomiques, de l'alimentation et de l'environnement                                                                          | Public     | AAA, E                                    | 21 - Dijon                                                     |
| 30  | Grenoble                      | Institut polytechnique de Grenoble | Grenoble INP                             | Institut polytechnique de Grenoble, spécialité génie énergétique et industriel (Université Grenoble Alpes)                                                              | Public     | GI,Éner                                   | 38 - Grenoble                                                  |
| 31  | Grenoble                      | École nationale supérieure de l'énergie, l'eau et l'environnement                                                                      | ENSE3                                    | École nationale supérieure de l'énergie, l'eau et l'environnement de l'institut polytechnique de Grenoble (Université Grenoble Alpes)                                   | Public     | G,EEA,E                                   | 38 - Saint-Martin-d’Hères                                      |
| 32  | Grenoble                      | École nationale supérieure de génie industriel                                                                                         | ENSGI                                    | École nationale supérieure de génie industriel de l'Institut polytechnique de Grenoble (Université Grenoble Alpes)                                                      | Public     | MP, GI                                    | 38 - Grenoble                                                  |
| 33  | Grenoble                      | École nationale supérieure d'informatique et de mathématiques appliquées                                                               | ENSIMAG                                  | École nationale supérieure d'informatique et de mathématiques appliquées de l'Institut polytechnique de Grenoble (Université Grenoble Alpes)                            | Public     | IMA                                       | 38 - Saint-Martin-d’Hères                                      |
| 34  | Grenoble                      | École nationale supérieure de physique, électronique, matériaux                                                                        | Grenoble INP - Phelma                    | École nationale supérieure de physique, électronique, matériaux de l'Institut polytechnique de Grenoble (Université Grenoble Alpes)                                     | Public     | G,EEA,M, PATO                             | 38 - Grenoble                                                  |
| 35  | Grenoble                      | École nationale supérieure en systèmes avancés et réseaux                                                                              | ESISAR                                   | École nationale supérieure en systèmes avancés et réseaux de l'Institut polytechnique de Grenoble (Université Grenoble Alpes)                                           | Public     | EEA,IMA                                   | 26 - Valence                                                   |
| 36  | Grenoble                      | École internationale du papier, de la communication imprimée et des biomatériaux                                                       | PAGORA                                   | École internationale du papier, de la communication imprimée et des biomatériaux de l'Institut polytechnique de Grenoble (Université Grenoble Alpes)                    | Public     | M                                         | 38 - Saint-Martin-d’Hères                                      |
| 37  | Grenoble                      | École polytechnique universitaire de Savoie                                                                                            | Polytech Annecy-Chambéry                 | École polytechnique universitaire de Savoie de l'université de Chambéry                                                                                                 | Public     | M,MP,GC, Éner,IMA                         | 74 - Annecy-le-Vieux                                           |
| 38  | Grenoble                      | École polytechnique universitaire de l'Institut Polytechnique de Grenoble                                                              | Polytech Grenoble                        | École polytechnique universitaire de l'Institut Polytechnique de Grenoble (Université Grenoble Alpes)                                                                   | Public     | IMA,EEA, Géo, M,GC, PR                    | 38 - Saint-Martin-d'Hères                                      |
| 39  | Guadeloupe                    | Université des Antilles |                                          | Université des Antilles | Public     | M,Éner                                    | 97 - Pointe-à-Pitre                                            |
| 40  | Lille                         | École centrale de Lille | Centrale Lille                           | École centrale de Lille de Centrale Lille Institut | Public     | G                                         | 59 - Villeneuve-d'Ascq                                         |
| 41  | Lille                         | École centrale de Lille (ITEEM) | ITEEM                                    | ITEEM de Centrale Lille Institut | Public     | GI, Innov                                 | 59 - Villeneuve-d'Ascq                                         |
| 42  | Lille                         | École centrale de Lille (IG2I) | IG2I                                     | IG2I de Centrale Lille Institut | Public     | IMA, GI                                   | 59 - Villeneuve-d'Ascq                                         |
| 43  | Lille                         | École nationale supérieure de chimie de Lille                                                                                          | ENSCL                                    | École nationale supérieure de chimie de Lille de Centrale Lille Institut                                                                                                | Public     | C                                         | 59 - Villeneuve-d'Ascq                                         |
| 44  | Lille                         | École nationale supérieure des arts et industries textiles                                                                             | ENSAIT                                   | École nationale supérieure des arts et industries textiles | Public     | M                                         | 59 - Roubaix                                                   |
| 45  | Lille                         | Institut national des sciences appliquées Hauts-de-France                                                                              | INSA Hauts-de-France                     | Institut national des sciences appliquées Hauts-de-France | Public     | GI,IMA,MP, Éner,EEA GC                    | 59 - Valenciennes                                              |
| 46  | Lille                         | École polytechnique universitaire de Lille                                                                                             | Polytech Lille                           | École polytechnique universitaire de Lille de l'université Lille | Public     | IMA,GC, EEA, M,MP                         | 59 - Villeneuve-d'Ascq                                         |
| 47  | Lille                         | École nationale supérieure Mines-Télécom Lille Douai                                                                                   | IMT Nord Europe                          | École nationale supérieure Mines-Télécom Lille Douai de l'institut Mines-Télécom                                                                                        | Public     | G,PATO, IMA,AT,GI, E,Éner,GC              | 59 - Douai 59 - Villeneuve-d'Ascq 59 - Valenciennes 59 - Lille |
| 47  | Lille                         | École nationale supérieure Mines-Télécom Lille Douai                                                                                   | IMT Nord Europe                          | École nationale supérieure Mines-Télécom Lille Douai de l'institut Mines-Télécom                                                                                        | Public     | M                                         | 59 - Douai 61 - Alençon                                        |
| 47  | Lille                         | École nationale supérieure Mines-Télécom Lille Douai                                                                                   | IMT Nord Europe                          | École nationale supérieure Mines-Télécom Lille Douai de l'institut Mines-Télécom                                                                                        | Public     | Éner                                      | 59 - Dunkerque                                                 |
| 48  | Lille                         | École d'ingénieurs du Littoral-Côte-d'Opale                                                                                            | EILCO                                    | École d'ingénieurs du Littoral-Côte-d'Opale de l’université du Littoral                                                                                                 | Public     | Éner,E                                    | 59 - Dunkerque                                                 |
| 48  | Lille                         | École d'ingénieurs du Littoral-Côte-d'Opale                                                                                            | EILCO                                    | École d'ingénieurs du Littoral-Côte-d'Opale de l’université du Littoral                                                                                                 | Public     | GI,IMA                                    | 62 - Calais                                                    |
| 49  | Lille                         | JUNIA (ex Yncréa Hauts-de-France) (ex groupe HEI-ISA-ISEN) / École des hautes études d'ingénieur                                       | HEI                                      | École des hautes études d'ingénieur - Junia | Privé      | G                                         | 59 - Lille 36 - Chateauroux                                    |
| 50  | Lille                         | JUNIA (ex Yncréa Hauts-de-France) (ex groupe HEI-ISA-ISEN) / Institut supérieur de l'électronique et du numérique                      | ISEN                                     | Institut supérieur de l'électronique et du numérique - Junia | Privé      | EEA,IMA                                   | 59 - Lille                                                     |
| 51  | Lille                         | JUNIA (ex Yncréa Hauts-de-France) (ex groupe HEI-ISA-ISEN) / Institut supérieur d'agriculture de Lille Yncréa Hauts-de-France          | ISA                                      | Institut supérieur d'agriculture - Junia | Privé      | AAA                                       | 59 - Lille 06 - Antibes                                        |
| 52  | Limoges                       | École d'ingénieurs ENSIL-ENSCI | ENSIL-ENSCI                              | École d'ingénieurs ENSIL-ENSCI de l'université de Limoges | Public     | PATO,E, EEA,M                             | 87 - Limoges                                                   |
| 53  | Limoges                       | Institut d'ingénierie informatique de Limoges                                                                                          | 3iL                                      | Institut d'ingénierie informatique de Limoges | Privé      | IMA                                       | 87 - Limoges 12 - Rodez                                        |
| 54  | Lyon                          | École centrale de Lyon | Centrale Lyon                            | École centrale de Lyon | Public     | G,Éner                                    | 69 - Ecully                                                    |
| 55  | Lyon                          | École nationale d'ingénieurs de Saint-Étienne                                                                                          | ENISE                                    | École nationale d'ingénieurs de Saint-Étienne de l'École centrale de Lyon                                                                                               | Public     | GP,MP,GC                                  | 42 - Saint-Étienne                                             |
| 56  | Lyon                          | Institut national des sciences appliquées de Lyon                                                                                      | INSA Lyon                                | Institut national des sciences appliquées de Lyon | Public     | MP,B,GC,EEA, M,PATO,GI,IMA,Éner           | 69 - Villeurbanne 69 - Lyon 01 - Oyonnax                       |
| 57  | Lyon                          | Télécom Saint-Étienne | TSE                                      | Télécom Saint-Étienne de l’université de Saint-Étienne | Public     | PATO,IMA, EEA                             | 42 - Saint-Étienne                                             |
| 58  | Lyon                          | École polytechnique universitaire de l'université Lyon-I                                                                               | Polytech Lyon                            | École polytechnique universitaire de l'université Lyon-I | Public     | BM,IMA,M,PM                               | 69 - Villeurbanne                                              |
| 58  | Lyon                          | École polytechnique universitaire de l'université Lyon-I                                                                               | Polytech Lyon                            | École polytechnique universitaire de l'université Lyon-I | Public     | GI                                        | 42 - Roanne                                                    |
| 58  | Lyon                          | École polytechnique universitaire de l'université Lyon-I                                                                               | Polytech Lyon                            | École polytechnique universitaire de l'université Lyon-I | Public     | Innov                                     | 69 - Villeurbanne                                              |
| 59  | Lyon                          | École nationale des travaux publics de l'État                                                                                          | ENTPE                                    | École nationale des travaux publics de l’État | Public     | GC, AT, E, PR                             | 69 - Vaulx-en-Velin                                            |
| 60  | Lyon                          | École nationale supérieure des mines de Saint-Étienne                                                                                  | Mines Saint-Étienne                      | École nationale supérieure des mines de Saint-Étienne de l'institut Mines-Télécom                                                                                       | Public     | G,Éner, EEA,GI                            | 42 - Saint-Étienne                                             |
| 60  | Lyon                          | École nationale supérieure des mines de Saint-Étienne                                                                                  | Mines Saint-Étienne                      | École nationale supérieure des mines de Saint-Étienne de l'institut Mines-Télécom                                                                                       | Public     | EEA,IMA                                   | 13 - Gardanne                                                  |
| 61  | Lyon                          | Institut national d'enseignement supérieur et de recherche en alimentation, santé animale, sciences agronomiques et de l'environnement | VetAgro Sup                              | Institut national d'enseignement supérieur et de recherche en alimentation, santé animale, sciences agronomiques et de l'environnement                                  | Public     | AAA,E,IMA                                 | 63 - Lempdes                                                   |
| 62  | Lyon                          | École supérieure de chimie, physique, électronique de Lyon                                                                             | CPE Lyon                                 | École supérieure de chimie, physique, électronique de Lyon | Privé      | C,IMA, EEA                                | 69 - Villeurbanne                                              |
| 63  | Lyon                          | ECAM Lasalle | LaSalle ou ECAM LaSalle                  | LaSalle ou ECAM LaSalle | Privé      | G,GI,MP, EEA, Éner                        | 69 - Lyon                                                      |
| 63  | Lyon                          | Anciennement ECAM Strasbourg-Europe | LaSalle ou ECAM LaSalle                  | LaSalle ou ECAM LaSalle | Privé      | G                                         | 67 - Strasbourg                                                |
| 64  | Lyon                          | Institut textile et chimique de Lyon                                                                                                   | ITECH                                    | Institut textile et chimique de Lyon | Privé      | M                                         | 69 - Ecully 84 - Avignon                                       |
| 65  | Lyon                          | Institut supérieur d'agriculture Rhône-Alpes                                                                                           | ISARA                                    | Institut supérieur d'agriculture Rhône-Alpes | Privé      | AAA                                       | 69 - Lyon                                                      |
| 66  | Montpellier                   | École nationale supérieure de chimie de Montpellier                                                                                    | ENSCM                                    | École nationale supérieure de chimie de Montpellier | Public     | C                                         | 34 - Montpellier                                               |
| 67  | Montpellier                   | École polytechnique universitaire de Montpellier                                                                                       | Polytech Montpellier                     | École polytechnique universitaire de Montpellier de l'université de Montpellier                                                                                         | Public     | IMA,EEA,B, AAA,M,MP, Éner                 | 34 - Montpellier 30 - Nîmes                                    |
| 68  | Montpellier                   | Université de Perpignan | Sup'EnR                                  | Université de Perpignan, spécialité énergétique | Public     | Éner                                      | 66 - Perpignan                                                 |
| 69  | Montpellier                   | Institut national d'études supérieures agronomiques de Montpellier                                                                     | Institut Agro Montpellier                | Institut national d'enseignement supérieur pour l'agriculture, l'alimentation et l'environnement                                                                        | Public     | AAA                                       | 34 - Montpellier                                               |
| 70  | Montpellier                   | École nationale supérieure des mines d'Alès                                                                                            | Mines d'Alès                             | École nationale supérieure des mines d'Alès de l'institut Mines-Télécom                                                                                                 | Public     | G,IMA,GC, MP                              | 30 - Alès                                                      |
| 71  | Nancy-Metz                    | École nationale d'ingénieurs de Metz                                                                                                   | ENIM                                     | École nationale d'ingénieurs de Metz de l'université de Lorraine | Public     | G,MP,GI, M                                | 57 - Metz                                                      |
| 72  | Nancy-Metz                    | École nationale supérieure d'agronomie et des industries alimentaires                                                                  | ENSAIA                                   | École nationale supérieure d'agronomie et des industries alimentaires de l'université de Lorraine                                                                       | Public     | AAA                                       | 54 - Vandœuvre                                                 |
| 73  | Nancy-Metz                    | École nationale supérieure d'électricité et de mécanique de Nancy                                                                      | ENSEM                                    | École nationale supérieure d'électricité et de mécanique de Nancy de l'université de Lorraine                                                                           | Public     | G,IMA                                     | 54 - Vandœuvre                                                 |
| 74  | Nancy-Metz                    | École européenne d'ingénieurs en génie des matériaux                                                                                   | EEIGM                                    | École européenne d'ingénieurs en génie des matériaux de l'université de Lorraine                                                                                        | Public     | M                                         | 54 - Nancy                                                     |
| 75  | Nancy-Metz                    | École nationale supérieure des mines de Nancy                                                                                          | Mines Nancy                              | École nationale supérieure des mines de Nancy de l'université de Lorraine                                                                                               | Public     | G,GI,M                                    | 54 - Nancy                                                     |
| 75  | Nancy-Metz                    | École nationale supérieure des mines de Nancy                                                                                          | Mines Nancy                              | École nationale supérieure des mines de Nancy de l'université de Lorraine                                                                                               | Public     | MP                                        | 88 - Saint-Dié                                                 |
| 76  | Nancy-Metz                    | École nationale supérieure de géologie                                                                                                 | ENSG                                     | École nationale supérieure de géologie de l'université de Lorraine | Public     | Géo                                       | 54 - Vandœuvre                                                 |
| 77  | Nancy-Metz                    | École nationale supérieure en génie des systèmes et de l'innovation                                                                    | ENSGSI                                   | École nationale supérieure en génie des systèmes et de l’innovation de l'université de Lorraine                                                                         | Public     | G, Innov, MT                              | 54 - Nancy                                                     |
| 78  | Nancy-Metz                    | École nationale supérieure des industries chimiques                                                                                    | ENSIC                                    | École nationale supérieure des industries chimiques de l'université de Lorraine                                                                                         | Public     | C                                         | 54 - Nancy                                                     |
| 79  | Nancy-Metz                    | École nationale supérieure des technologies et industries du bois                                                                      | ENSTIB                                   | École nationale supérieure des technologies et industries du bois de l'université de Lorraine                                                                           | Public     | M                                         | 88 - Épinal 94 - Arcueil                                       |
| 80  | Nancy-Metz                    | Télécom Nancy | ESIAL                                    | Telecom Nancy de l'université de Lorraine | Public     | IMA                                       | 54 - Villers-lès-Nancy                                         |
| 81  | Nancy-Metz                    | École polytechnique de l'université de Lorraine                                                                                        |                                          | École polytechnique de l'université de Lorraine | Public     | IMA,GI, PR,MP                             | 54 - Vandœuvre                                                 |
| 82  | Nancy-Metz                    | École supérieure d'ingénieurs des travaux de la construction de Metz                                                                   | ESITC                                    | École supérieure d'ingénieurs des travaux de la construction de Metz | Privé      | GC                                        | 57 - Metz                                                      |
| 83  | Nancy-Metz                    | École supérieure du soudage et de ses applications                                                                                     | ESSA                                     | Éc. spéc. | Privé      | M                                         | 57 - Yutz                                                      |
| 84  | Nantes                        | École centrale de Nantes | Centrale Nantes                          | École centrale de Nantes | Public     | G,MP,GC                                   | 44 - Nantes                                                    |
| 85  | Nantes                        | École polytechnique universitaire de l'université de Nantes                                                                            | Polytech Nantes                          | École polytechnique universitaire de l'université de Nantes | Public     | G,EEA,M, IMA,Éner, GC,C                   | 44 - Nantes 44 - Saint-Nazaire 85 - La Roche-sur-Yon           |
| 86  | Nantes                        | École nationale supérieure d'ingénieurs du Mans                                                                                        | ENSIM                                    | École nationale supérieure d'ingénieurs du Mans de l'université du Mans                                                                                                 | Public     | IMA,EEA                                   | 72 - Le Mans                                                   |
| 87  | Nantes                        | École polytechnique universitaire de l'université d'Angers                                                                             | Polytech Angers                          | École polytechnique universitaire de l'université d'Angers | Public     | GI,GC,B, BM,IMA,GI                        | 49 - Angers                                                    |
| 88  | Nantes                        | École nationale vétérinaire, agroalimentaire et de l'alimentation de Nantes-Atlantique                                                 | ONIRIS                                   | École nationale vétérinaire, agroalimentaire et de l'alimentation de Nantes-Atlantique                                                                                  | Public     | AAA,V                                     | 44 - Nantes                                                    |
| 89  | Nantes                        | École supérieure angevine d'informatique et de productique                                                                             | ESAIP                                    | École supérieure angevine d'informatique et de productique | Privé      | IMA                                       | 49 - Saint-Barthélemy d'Anjou                                  |
| 89  | Nantes                        | École supérieure angevine d'informatique et de productique                                                                             | ESAIP                                    | École supérieure angevine d'informatique et de productique | Privé      | IMA,PR                                    | 49 - Angers 13 - Aix-en-Provence                               |
| 90  | Nantes                        | École supérieure d'électronique de l'Ouest                                                                                             | ESEO                                     | École supérieure d'électronique de l'Ouest | Privé      | G,IMA,GI                                  | 49 - Angers 21 - Dijon                                         |
| 91  | Nantes                        | École supérieure d'agriculture | ESA                                      | École supérieure d'agriculture | Privé      | AAA                                       | 49 - Angers                                                    |
| 92  | Nantes                        | École supérieure du bois | ESB                                      | École supérieure du bois | Privé      | M                                         | 44 - Nantes                                                    |
| 93  | Nantes                        | Institut supérieur des matériaux du Mans                                                                                               | ISMANS                                   | Institut supérieur des matériaux du Mans | Privé      | M                                         | 72 - Le Mans                                                   |
| 94  | Nantes                        | ISTOM - École supérieure d'agro-développement international                                                                            | ISTOM                                    | ISTOM | Privé      | AAA                                       | 95 - Cergy-Pontoise                                            |
| 95  | Nice                          | École polytechnique universitaire de l'université Côte d'Azur                                                                          | Polytech Nice Sophia                     | École polytechnique universitaire de l'université Côte d'Azur | Public     | IMA,EEA,B, E,GC                           | 06 - Sophia-Antipolis                                          |
| 96  | Nice                          | École d’ingénieurs de l’université de Toulon                                                                                           | SeaTech                                  | École d’ingénieurs de l’université de Toulon | Public     | G,M                                       | 83 - La Valette                                                |
| 97  | Nice                          | Institut supérieur de l'électronique et du numérique de Toulon                                                                         | ISEN                                     | Institut supérieur de l'électronique et du numérique Yncréa Méditerranée                                                                                                | Privé      | G,EEA,IMA                                 | 83 - Toulon 06 - Marseille                                     |
| 98  | Nice                          | EURECOM | EURECOM                                  | EURECOM | Privé      | IMA                                       | 06 - Sophia-Antipolis                                          |
| 99  | Normandie                     | École nationale supérieure d'ingénieurs de Caen                                                                                        | ENSICAEN                                 | École nationale supérieure d'ingénieurs de Caen | Public     | EEA, GP, IMA, C, MP, GI                   | 14 - Caen                                                      |
| 99  | Normandie                     | École nationale supérieure d'ingénieurs de Caen                                                                                        | ENSICAEN                                 | École nationale supérieure d'ingénieurs de Caen | Public     | M, MP                                     | 61 - Flers                                                     |
| 100 | Normandie                     | Université de Caen Normandie École d'ingénieurs de l'université de Caen (ESIX Normandie)                                               | ESIX Normandie                           | École d'ingénieurs de l’université de Caen | Public     | GI                                        | 50 - Cherbourg-en-Cotentin                                     |
| 100 | Normandie                     | Université de Caen Normandie École d'ingénieurs de l'université de Caen (ESIX Normandie)                                               | ESIX Normandie                           | École d'ingénieurs de l’université de Caen | Public     | AAA,EEA                                   | 14 - Caen                                                      |
| 101 | Normandie                     | Builders École d'ingénieurs | Builders École d'ingénieurs              | Builders École d'ingénieurs | Privé      | GC                                        | 14 - Epron                                                     |
| 102 | Normandie                     | Institut national des sciences appliquées de Rouen                                                                                     | INSA Rouen                               | Institut national des sciences appliquées de Rouen | Public     | C,IMA,Éner, MP,PR,GC, GI                  | 76 - Saint-Étienne-du-Rouvray                                  |
| 102 | Normandie                     | Institut national des sciences appliquées de Rouen                                                                                     | INSA Rouen                               | Institut national des sciences appliquées de Rouen | Public     | IMA                                       | 27- Vernon                                                     |
| 103 | Normandie                     | École supérieure d'ingénieurs en innovation technologique                                                                              | ESITech                                  | École supérieure d'ingénieurs en innovation technologique (ESITech) de l’Université de Rouen                                                                            | Public     | B,GP, Innov                               | 76 - Saint-Étienne-du-Rouvray                                  |
| 104 | Normandie                     | Institut supérieur d'études logistiques                                                                                                | ISEL                                     | Institut supérieur d'études logistiques de l'université du Havre | Public     | GI,MP,Logi                                | 76 - Le Havre 92 - Puteaux 27 - Evreux                         |
| 104 | Normandie                     | Institut supérieur d'études logistiques                                                                                                | ISEL                                     | Institut supérieur d'études logistiques de l'université du Havre | Public     | GI                                        | 27 - Vernon                                                    |
| 105 | Normandie                     | École nationale supérieure maritime | ENSM                                     | École nationale supérieure maritime | Public     | G,AT                                      | 76 - Le Havre                                                  |
| 106 | Normandie                     | Esitpa, école d'ingénieurs en agriculture                                                                                              | ÉSITPA                                   | Esitpa, école d’ingénieurs en agriculture | Privé      | AAA                                       | 76 - Mont-Saint-Aignan Arrêt de recrutement                    |
| 107 | Normandie                     | École supérieure d'ingénieurs en génie électrique                                                                                      | ESIGELEC                                 | École supérieure d'ingénieurs en génie électrique | Privé      | EEA                                       | 76 - Saint-Étienne-du-Rouvray                                  |
| 108 | Orléans-Tours                 | Institut national des sciences appliquées Centre Val de Loire                                                                          | INSA CVL                                 | Institut national des sciences appliquées Centre Val de Loire | Public     | IMA,PR,Éner                               | 18 - Bourges                                                   |
| 108 | Orléans-Tours                 | Institut national des sciences appliquées Centre Val de Loire                                                                          | INSA CVL                                 | Institut national des sciences appliquées Centre Val de Loire | Public     | GI                                        | 41 - Blois                                                     |
| 109 | Orléans-Tours                 | École polytechnique de l'université d'Orléans                                                                                          | Polytech Orléans                         | École polytechnique universitaire de l'université d'Orléans | Public     | MP,Éner,GC, IMA                           | 45 - Orléans                                                   |
| 109 | Orléans-Tours                 | École polytechnique de l'université d'Orléans                                                                                          | Polytech Orléans                         | École polytechnique universitaire de l'université d'Orléans | Public     | GI                                        | 28 - Chartres                                                  |
| 110 | Orléans-Tours                 | École polytechnique universitaire de l'université de Tours                                                                             | Polytech Tours                           | École polytechnique universitaire de l'université de Tours | Public     | EEA,MP, IMA,E                             | 37 - Tours                                                     |
| 111 | Poitiers                      | École nationale supérieure de mécanique et d'aérotechnique de Poitiers                                                                 | ISAE-ENSMA                               | École nationale supérieure de mécanique et d'aérotechnique de Poitiers                                                                                                  | Public     | AT,MP                                     | 86 - Futuroscope-Chasseneuil                                   |
| 112 | Poitiers                      | École nationale supérieure d'ingénieurs de Poitiers                                                                                    | ENSI Poitiers                            | École nationale supérieure d'ingénieurs de Poitiers de l'université de Poitiers                                                                                         | Public     | E,EEA,GC                                  | 86 - Poitiers                                                  |
| 113 | Poitiers                      | École d'ingénieurs généralistes - La Rochelle                                                                                          | EIGSI                                    | École d'ingénieurs en génie des systèmes industriels | Privé      | GI,MP                                     | 17 - La Rochelle Casablanca (Maroc)                            |
| 114 | Reims                         | École nationale supérieure d'ingénieurs de Reims                                                                                       | ESIReims                                 | École nationale supérieure d'ingénieurs de Reims de l'université de Reims                                                                                               | Public     | Éner,M,E,GC                               | 51 - Reims                                                     |
| 115 | Reims                         | École d'ingénieurs en sciences industrielles et numérique                                                                              | EISINe                                   | École d'ingénieurs en sciences industrielles et numérique de l'université de Reims                                                                                      | Public     | M,C, EEA,MP                               | 08 - Charleville-Mézières 51 - Reims                           |
| 116 | Reims                         | Université de technologie de Troyes | UTT                                      | Université de technologie de Troyes | Public     | G,IMA, PATO,GI, M                         | 10 - Troyes                                                    |
| 116 | Reims                         | Université de technologie de Troyes | UTT                                      | Université de technologie de Troyes | Public     | M,MP                                      | 08,10,31                                                       |
| 116 | Reims                         | Université de technologie de Troyes | UTT                                      | Université de technologie de Troyes | Public     | EEA                                       | 10,51                                                          |
| 117 | Rennes                        | École nationale d'ingénieurs de Brest                                                                                                  | ENIB                                     | École nationale d'ingénieurs de Brest | Public     | G                                         | 29 - Brest                                                     |
| 118 | Rennes                        | École nationale supérieure de chimie de Rennes                                                                                         | ENSCR                                    | École nationale supérieure de chimie de Rennes | Public     | C                                         | 35 - Rennes                                                    |
| 119 | Rennes                        | Institut national des sciences appliquées de Rennes                                                                                    | INSA Rennes                              | Institut national des sciences appliquées de Rennes | Public     | EEA,IMA,M, GC,MP, PATO                    | 35 - Rennes                                                    |
| 120 | Rennes                        | École supérieure d'ingénieurs en agroalimentaire de Bretagne atlantique                                                                | ESIAB                                    | École supérieure d'ingénieurs en agroalimentaire de Bretagne atlantique de l’université de Brest                                                                        | Public     | AAA,B                                     | 29 - Plouzane 29 - Quimper                                     |
| 121 | Rennes                        | École nationale supérieure de sciences appliquées et de technologie de Lannion                                                         | ENSSAT                                   | École nationale supérieure de sciences appliquées et de technologie de Lannion de l'université Rennes-I                                                                 | Public     | IMA,EEA, PATO                             | 22 - Lannion                                                   |
| 122 | Rennes                        | École supérieure d'ingénieurs de Rennes                                                                                                | ESIR                                     | École supérieure d’ingénieurs de Rennes de l’université Rennes-I | Public     | IMA,M                                     | 35 - Rennes                                                    |
| 123 | Rennes                        | École nationale supérieure d'ingénieurs de Bretagne Sud                                                                                | ENSIBS                                   | École nationale supérieure d'ingénieurs de Bretagne Sud de l’université de Bretagne-Sud                                                                                 | Public     | GI,MP,IMA                                 | 56 - Lorient 56 - Vannes                                       |
| 124 | Rennes                        | Institut national supérieur des sciences agronomiques, agroalimentaires, horticoles et du paysage                                      | Institut Agro Rennes-Angers              | École AGROCAMPUS OUEST de l'institut national d'enseignement supérieur pour l'agriculture, l'alimentation et l'environnement                                            | Public     | AAA                                       | 35 - Rennes 49 - Angers                                        |
| 125 | Rennes                        | École navale | Navale                                   | École navale | Public     | Mili                                      | 29 - Brest                                                     |
| 126 | Rennes                        | École nationale supérieure de techniques avancées Bretagne                                                                             | ENSTA Bretagne                           | École nationale supérieure de techniques avancées Bretagne | Public     | G,EEA,MP,Mili                             | 29 - Brest                                                     |
| 127 | Rennes                        | École spéciale militaire de Saint-Cyr                                                                                                  | ESM Saint-Cyr                            | École spéciale militaire de Saint-Cyr | Public     | Mili                                      | 56 - Guer                                                      |
| 128 | Rennes                        | École nationale supérieure Mines-Télécom Atlantique Bretagne Pays de la Loire                                                          | IMT Atlantique                           | École nationale supérieure Mines-Télécom Atlantique Bretagne Pays de la Loire de l'Institut Mines-Télécom                                                               | Public     | G,PATO                                    | 29 - Brest                                                     |
| 128 | Rennes                        | École nationale supérieure Mines-Télécom Atlantique Bretagne Pays de la Loire                                                          | IMT Atlantique                           | École nationale supérieure Mines-Télécom Atlantique Bretagne Pays de la Loire de l'Institut Mines-Télécom                                                               | Public     | G,IMA                                     | 44 - Nantes                                                    |
| 129 | Rennes                        | École nationale de la statistique et de l'analyse de l'information                                                                     | Ensai                                    | École nationale de la statistique et de l'analyse de l'information du Groupe des écoles nationales d'économie et statistique                                            | Public     | Éco                                       | 35 - Bruz                                                      |
| 130 | Rennes                        | ECAM Rennes - Louis de Broglie | ECAM Rennes                              | Ecam Rennes - Louis de Broglie | Privé      | G,GI                                      | 35 - Bruz                                                      |
| 131 | Rennes                        | Institut supérieur de l'électronique et du numérique de Brest                                                                          | ISEN                                     | Institut supérieur de l'électronique et du numérique Yncréa Ouest | Privé      | EEA,IMA                                   | 29 - Brest 44 - Nantes 14 - Caen                               |
| 132 | La Réunion                    | École supérieure d'ingénieurs Réunion océan Indien                                                                                     | ESIROI                                   | École supérieure d'ingénieurs Réunion océan Indien de l'université de La Réunion                                                                                        | Public     | AAA,Éner, IMA                             | 97 - Saint-Denis                                               |
| 133 | Strasbourg                    | Institut national des sciences appliquées de Strasbourg                                                                                | INSA Strasbourg                          | Institut national des sciences appliquées de Strasbourg | Public     | GC,EEA, Éner, MP,M,Topo                   | 67 - Strasbourg                                                |
| 134 | Strasbourg                    | École nationale supérieure de chimie de Mulhouse                                                                                       | ENSCMu                                   | École nationale supérieure de chimie de Mulhouse de l’université de Mulhouse                                                                                            | Public     | C                                         | 68 - Mulhouse                                                  |
| 135 | Strasbourg                    | École nationale supérieure d'ingénieurs Sud Alsace                                                                                     | ENSISA                                   | École nationale supérieure d'ingénieurs Sud-Alsace de l’université de Mulhouse                                                                                          | Public     | IMA,MP, EEA, M,GI                         | 68 - Mulhouse                                                  |
| 136 | Strasbourg                    | Université de Strasbourg |                                          | Université de Strasbourg | Public     | B,C                                       | 67 - Strasbourg                                                |
| 137 | Strasbourg                    | École et observatoire des sciences de la Terre                                                                                         | EOST                                     | École et observatoire des sciences de la Terre de l'université de Strasbourg                                                                                            | Public     | Géo                                       | 67 - Strasbourg                                                |
| 138 | Strasbourg                    | École européenne de chimie, polymères et matériaux de Strasbourg                                                                       | ECPM                                     | École européenne de chimie, polymères et matériaux de Strasbourg de l'université de Strasbourg                                                                          | Public     | C,M                                       | 67 - Strasbourg                                                |
| 139 | Strasbourg                    | Télécom physique Strasbourg |                                          | Télécom physique Strasbourg de l'université de Strasbourg | Public     | G,PATO, IMA,EEA,BM                        | 67 - Illkirch-Graffenstaden                                    |
| 140 | Strasbourg                    | École supérieure de biotechnologie de Strasbourg                                                                                       | ESBS                                     | École supérieure de biotechnologie de Strasbourg de l'université de Strasbourg                                                                                          | Public     | B                                         | 67 - Illkirch-Graffenstaden                                    |
| 141 | Strasbourg                    | École nationale du génie de l'eau et de l'environnement de Strasbourg                                                                  | ENGEES                                   | École nationale du génie de l'eau et de l'environnement de Strasbourg                                                                                                   | Public     | E                                         | 67 - Strasbourg                                                |
| 142 | Toulouse                      | École nationale d'ingénieurs de Tarbes                                                                                                 | ENIT                                     | École nationale d'ingénieurs de Tarbes | Public     | G,MP                                      | 65 - Tarbes                                                    |
| 143 | Toulouse                      | École nationale supérieure agronomique de Toulouse                                                                                     | ENSAT                                    | École nationale supérieure agronomique de Toulouse de l'Institut national polytechnique de Toulouse                                                                     | Public     | AAA                                       | 31 - Castanet-Tolosan                                          |
| 144 | Toulouse                      | École nationale supérieure des ingénieurs en arts chimiques et technologiques                                                          | ENSIACET                                 | École nationale supérieure des ingénieurs en arts chimiques et technologiques de l'Institut national polytechnique de Toulouse                                          | Public     | C,IMA, GI,M                               | 31 - Toulouse                                                  |
| 145 | Toulouse                      | École nationale supérieure d'électrotechnique, d'électronique, d'informatique, d'hydraulique et des télécommunications                 | ENSEEIHT                                 | École nationale supérieure d'électrotechnique, d'électronique, d'informatique, d'hydraulique et des télécommunications de l'Institut national polytechnique de Toulouse | Public     | EEA,IMA, MP, IMA,PATO                     | 31 - Toulouse                                                  |
| 146 | Toulouse                      | Institut national des sciences appliquées de Toulouse                                                                                  | INSA Toulouse                            | Institut national des sciences appliquées de Toulouse de l'Institut national polytechnique de Toulouse                                                                  | Public     | AAE,B,GC, C,E,IMA, GP,MP                  | 31 - Toulouse 12 - Rodez                                       |
| 147 | Toulouse                      | Institut national universitaire Jean-François Champollion (École d'ingénieurs ISIS)                                                    | ISIS Castres                             | Institut national universitaire Jean-François-Champollion | Public     | BM,IMA                                    | 81 - Albi                                                      |
| 148 | Toulouse                      | Université Toulouse III (UPSSITECH) | UPSSITECH                                | Université Toulouse-III | Public     | IMA,GC,Géo, MP,EEA                        | 31 - Toulouse                                                  |
| 149 | Toulouse                      | Institut supérieur de l'aéronautique et de l'espace                                                                                    | ISAE-SUPAERO                             | Institut supérieur de l’aéronautique et de l’espace | Public     | AT,GI                                     | 31 - Toulouse                                                  |
| 150 | Toulouse                      | École nationale de l'aviation civile                                                                                                   | ENAC                                     | École nationale de l'aviation civile | Public     | AT                                        | 31 - Toulouse 34 - Montpellier                                 |
| 151 | Toulouse                      | École nationale de la météorologie | ENM                                      | École nationale de la météorologie | Public     | E                                         | 31 - Toulouse                                                  |
| 152 | Toulouse                      | École nationale supérieure des mines d'Albi-Carmaux                                                                                    | Mines Albi-Carmaux                       | École nationale supérieure des mines d'Albi-Carmaux de l'institut Mines-Télécom                                                                                         | Public     | G                                         | 81 - Albi                                                      |
| 153 | Toulouse                      | École d'ingénieurs de Purpan | EIP                                      | École d’ingénieurs de Purpan | Privé      | AAA                                       | 31 - Toulouse                                                  |
| 154 | Paris                         | Conservatoire national des arts et métiers                                                                                             | CNAM                                     | Conservatoire national des arts et métiers | Public     | C,GC,Éner, IMA,EEA,M, MP,PR,AAA, B,C PATO | 75 - Paris 93 - St-Denis                                       |
| 154 | Paris                         | Conservatoire national des arts et métiers                                                                                             | CNAM                                     | Conservatoire national des arts et métiers | Public     | GI                                        | 78,84                                                          |
| 154 | Paris                         | Conservatoire national des arts et métiers                                                                                             | CNAM                                     | Conservatoire national des arts et métiers | Public     | GC                                        | 80                                                             |
| 154 | Paris                         | Conservatoire national des arts et métiers                                                                                             | CNAM                                     | Conservatoire national des arts et métiers | Public     | PR                                        | 57,80                                                          |
| 154 | Paris                         | Conservatoire national des arts et métiers                                                                                             | CNAM                                     | Conservatoire national des arts et métiers | Public     | IMA,MP,EEA                                | 60                                                             |
| 154 | Paris                         | Conservatoire national des arts et métiers                                                                                             | CNAM                                     | Conservatoire national des arts et métiers | Public     | GC                                        | 51,87                                                          |
| 154 | Paris                         | Conservatoire national des arts et métiers                                                                                             | CNAM                                     | Conservatoire national des arts et métiers | Public     | GI                                        | 27,57,86                                                       |
| 154 | Paris                         | Conservatoire national des arts et métiers                                                                                             | CNAM                                     | Conservatoire national des arts et métiers | Public     | M,MP                                      | 16,86                                                          |
| 154 | Paris                         | Conservatoire national des arts et métiers                                                                                             | CNAM                                     | Conservatoire national des arts et métiers | Public     | IMA                                       | 51,67,79,83                                                    |
| 154 | Paris                         | Conservatoire national des arts et métiers                                                                                             | CNAM                                     | Conservatoire national des arts et métiers | Public     | Éner                                      | 27,54                                                          |
| 154 | Paris                         | Conservatoire national des arts et métiers                                                                                             | CNAM                                     | Conservatoire national des arts et métiers | Public     | EEA                                       | 85                                                             |
| 154 | Paris                         | CNAM, École supérieure des géomètres et topographes                                                                                    | CNAM                                     | Conservatoire national des arts et métiers | Public     | Topo                                      | 72 - Le Mans                                                   |
| 155 | Paris                         | École nationale supérieure d'arts et métiers                                                                                           | ENSAM                                    | École nationale supérieure d'arts et métiers | Public     | G                                         | 75 - Paris 13,33,49, 51,57,59,71                               |
| 155 | Paris                         | École nationale supérieure d'arts et métiers                                                                                           | ENSAM                                    | École nationale supérieure d'arts et métiers | Public     | GI,Éner                                   | 75                                                             |
| 155 | Paris                         | École nationale supérieure d'arts et métiers                                                                                           | ENSAM                                    | École nationale supérieure d'arts et métiers | Public     | PR,E                                      | 73                                                             |
| 155 | Paris                         | École nationale supérieure d'arts et métiers                                                                                           | ENSAM                                    | École nationale supérieure d'arts et métiers | Public     | MP,GC,EEA                                 | 13                                                             |
| 155 | Paris                         | École nationale supérieure d'arts et métiers                                                                                           | ENSAM                                    | École nationale supérieure d'arts et métiers | Public     | MP                                        | 33,51,57                                                       |
| 156 | Paris                         | École nationale supérieure de chimie de Paris                                                                                          | Chimie ParisTech - PSL                   | École nationale supérieure de chimie de Paris (Université Paris sciences et lettres)                                                                                    | Public     | C                                         | 75 - Paris                                                     |
| 157 | Paris                         | École polytechnique universitaire de Sorbonne Université                                                                               | Polytech Sorbonne                        | École polytechnique universitaire de Sorbonne Université | Public     | AAA,IMA, EEA,M, MP,Géo                    | 75 - Paris                                                     |
| 158 | Paris                         | École d'ingénieurs Denis-Diderot | EIDD                                     | École d'ingénieurs Denis-Diderot de l'université de Paris | Public     | GP,EEA, IMA,B                             | 75 - Paris                                                     |
| 159 | Paris                         | Institut national des sciences et industries du vivant et de l'environnement - Université Paris-Saclay                                 | Agro ParisTech - Université Paris-Saclay | Institut national des sciences et industries du vivant et de l'environnement (AgroParisTech) (Université Paris-Saclay)                                                  | Public     | AAA                                       | 75 - Paris                                                     |
| 160 | Paris                         | École nationale supérieure des mines de Paris                                                                                          | Mines Paris - PSL                        | École nationale supérieure des mines de Paris (Université Paris sciences et lettres)                                                                                    | Public     | G,Éner                                    | 75 - Paris                                                     |
| 161 | Paris                         | École des ingénieurs de la ville de Paris                                                                                              | EIVP                                     | École des ingénieurs de la ville de Paris (Université Gustave Eiffel)                                                                                                   | Public     | GC                                        | 75 - Paris                                                     |
| 162 | Paris                         | École supérieure de physique et de chimie industrielles de la ville de Paris                                                           | ESPCI Paris                              | École supérieure de physique et de chimie industrielles de la ville de Paris (Université Paris sciences et lettres)                                                     | Public     | G                                         | 75 - Paris                                                     |
| 163 | Paris                         | École centrale d'électronique | ECE                                      | École centrale d'électronique | Privé      | EEA                                       | 75 - Paris 69 - Lyon 33 - Bordeaux                             |
| 164 | Paris                         | École supérieure d'informatique, électronique, automatique                                                                             | ESIEA                                    | École supérieure d'informatique, électronique, automatique | Privé      | EEA,IMA                                   | 75 - Paris 53,94                                               |
| 165 | Paris                         | Institut supérieur d'électronique de Paris                                                                                             | ISEP                                     | Institut supérieur d'électronique de Paris | Privé      | EEA,IMA                                   | 75 - Paris                                                     |
| 166 | Paris                         | Institut catholique d'arts et métiers                                                                                                  | ICAM                                     | Institut catholique d'arts et métiers | Privé      | G                                         | 75 - Paris 31,44,59,77                                         |
| 166 | Paris                         | Institut catholique d'arts et métiers                                                                                                  | ICAM                                     | Institut catholique d'arts et métiers | Privé      | MP,EEA                                    | 31,44,56,59,77                                                 |
| 167 | Créteil                       | Institut supérieur de mécanique de Paris                                                                                               | Supméca                                  | Institut supérieur de mécanique de Paris | Public     | G,GI                                      | 93 - Saint-Ouen                                                |
| 168 | Créteil                       | École publique d'ingénieurs de la santé et du numérique                                                                                | EPISEN                                   | École supérieure d'ingénieurs de Paris-Est (ESIPE) Créteil de l'université Paris-Est Crétail Val de Marne                                                               | Public     | BM,EEA, IMA                               | 94 - Créteil                                                   |
| 169 | Créteil                       | Institut Galilée - Université Sorbonne Paris Nord                                                                                      | Sup Galilée                              | Université de Paris-XIII | Public     | EEA,Éner, IMA,PATO                        | 93 - Villetaneuse                                              |
| 170 | Créteil                       | École supérieure d'ingénieurs de Paris-Est (ESIPE) de l'université Gustave Eiffel                                                      | ESIPE                                    | École supérieure d'ingénieurs de Paris-Est (ESIPE) de l'université Gustave Eiffel                                                                                       | Public     | IMA,MP, GI,GC, EEA,COM                    | 77 - Marne-la-Vallée                                           |
| 171 | Créteil                       | École nationale des ponts et chaussées                                                                                                 |                                          | École nationale des ponts et chaussées | Public     | G                                         | 77 - Marne-la-Vallée                                           |
| 172 | Créteil                       | École nationale des sciences géographiques                                                                                             | ENSG                                     | École nationale des sciences géographiques | Public     | G,Topo                                    | 77 - Marne-la-Vallée                                           |
| 173 | Créteil                       | EFREI Paris | EFREI Paris                              | EFREI Paris | Privé      | EEA,IMA                                   | 94 - Villejuif                                                 |
| 174 | Créteil                       | École supérieure d'ingénieurs en informatique et génie des télécommunications                                                          | ESIGETEL                                 | École supérieure d'ingénieurs en informatique et génie des télécommunications (ESIGETEL)                                                                                | Privé      |                                           | 94 - Villejuif                                                 |
| 175 | Créteil                       | École supérieure d'ingénieurs des travaux de la construction de Paris                                                                  | ESITC                                    | École supérieure d'ingénieurs des travaux de la construction de Paris                                                                                                   | Privé      | GC                                        | 94 - Arcueil                                                   |
| 176 | Noisy-le-Grand                | ESIEE Paris | ESIEE Paris                              | ESIEE Paris (Université Gustave Eiffel) | Consulaire | G,EEA                                     | 93 - Noisy-le-Grand 95 - Cergy-Pontoise                        |
| 177 | Créteil                       | École spéciale de mécanique et d'électricité                                                                                           | ESME Sudria                              | École spéciale de mécanique et d'électricité | Privé      | EEA,MP                                    | 94 - Ivry-sur-Seine 33,59,69,75,94                             |
| 178 | Créteil                       | École pour l'informatique et les techniques avancées                                                                                   | EPITA                                    | École pour l'informatique et les techniques avancées | Privé      | IMA                                       | 94 - Le Kremlin-Bicêtre                                        |
| 179 | Créteil                       | Institut polytechnique des sciences avancées                                                                                           | IPSA                                     | Institut polytechnique des sciences avancées | Privé      | AT                                        | 94 - Ivry-sur-Seine                                            |
| 180 | Créteil                       | École spéciale des travaux publics, du bâtiment et de l'industrie                                                                      | ESTP                                     | École spéciale des travaux publics, du bâtiment et de l'industrie | Privé      | Topo,GC, EEA,MP                           | 94 - Cachan 10,21                                              |
| 181 | Créteil                       | Institut supérieur des biotechnologies de Paris                                                                                        | Sup'Biotech                              | Institut supérieur des biotechnologies de Paris | Privé      | B                                         | 94 - Villejuif                                                 |
| 182 | Créteil                       | Centre des hautes-études de la construction                                                                                            | CHEC                                     | Éc. spéc. | Privé      | GC                                        | 94-Arcueil                                                     |
| 183 | Versailles                    | CentraleSupélec | CentraleSupélec                          | CentraleSupélec | Public     | G                                         | 91 - Gif-sur-Yvette                                            |
| 184 | Versailles                    | École nationale supérieure de l'électronique et de ses applications                                                                    | ENSEA                                    | École nationale supérieure de l'électronique et de ses applications | Public     | G,EEA,IMA                                 | 95 - Cergy-Pontoise                                            |
| 185 | Versailles                    | École nationale supérieure d'informatique pour l'industrie et l'entreprise                                                             | ENSIIE                                   | École nationale supérieure d'informatique pour l'industrie et l'entreprise                                                                                              | Public     | G,IMA                                     | 91 - Evry                                                      |
| 186 | Versailles                    | Institut national des sciences et techniques nucléaires                                                                                | INSTN                                    | Éc. spéc. | Public     | Éner                                      | 91 - Gif-sur-Yvette                                            |
| 187 | Versailles                    | Institut des sciences et techniques des Yvelines                                                                                       | ISTY                                     | Institut des sciences et techniques des Yvelines de l'université de Versailles-Saint Quentin en Yvelines                                                                | Public     | IMA,EEA,GI                                | 78 - Versailles                                                |
| 188 | Versailles                    | Université Paris-Nanterre, UFR SITEC                                                                                                   |                                          | Université Paris-X | Public     | MP                                        | 92 - Ville-d'Avray                                             |
| 189 | Versailles                    | École polytechnique universitaire de l'université Paris-Saclay                                                                         | Polytech Paris-Saclay                    | École polytechnique universitaire de l'université Paris-Saclay | Public     | EEA,M,IMA, PATO                           | 91 - Orsay                                                     |
| 190 | Versailles                    | École polytechnique | X                                        | École polytechnique (Institut polytechnique de Paris) | Public     | G,Mili                                    | 91 - Palaiseau                                                 |
| 191 | Versailles                    | École nationale supérieure du pétrole et des moteurs                                                                                   | IFP School                               | Éc. spéc. | Public     | Éner                                      | 92 - Rueil-Malmaison                                           |
| 192 | Versailles                    | Télécom SudParis | Télécom SudParis                         | Télécom SudParis de l’Institut Mines-Télécom (Institut polytechnique de Paris)                                                                                          | Public     | G,PATO, IMA                               | 91 - Evry                                                      |
| 193 | Versailles                    | École de biologie industrielle | EBI                                      | École de biologie industrielle | Privé      | B                                         | 95 - Cergy-Pontoise                                            |
| 194 | Versailles                    | CY CERGY Paris Université CY TECH | CY Tech                                  | CY Tech de CY Cergy Paris Université) | Public     | IMA,B, C,GC                               | 95 - Cergy-Pontoise                                            |
| 194 | Versailles                    | CY CERGY Paris Université CY TECH | CY Tech                                  | CY Tech de CY Cergy Paris Université) | Public     | IMA                                       | 64 - Pau                                                       |
| 195 | Créteil                       | EPF | EPF                                      | EPF | Privé      | G,GI                                      | 92 - Sceaux 34 - Montpellier                                   |
| 196 | Versailles                    | ECAM-EPMI | ECAM-EPMI                                | ECAM-EPMI | Privé      | G,Éner                                    | 95 - Cergy-Pontoise 06 - Grasse                                |
| 197 | Versailles                    | École supérieure des techniques aéronautiques et de construction automobile                                                            | ESTACA                                   | École supérieure des techniques aéronautiques et de construction automobile                                                                                             | Privé      | G,AT,EEA                                  | 78 - St-Quentin-en-Y. 53 - Laval 33 - Bordeaux                 |
| 198 | Versailles                    | Institut d'optique Graduate School - Université Paris-Saclay                                                                           | IOGS                                     | Institut d'optique théorique et appliquée (Université Paris-Saclay) | Privé      | PATO                                      | 91 - Palaiseau 33 - Bordeaux 42 - St-Etienne                   |
| 199 | Versailles                    | École supérieure d'ingénieurs Léonard-de-Vinci                                                                                         | ESILV                                    | École supérieure d'ingénieurs Léonard de Vinci | Privé      | G                                         | 92 - Paris - La Défense                                        |
| 200 | Versailles                    | École supérieure de fonderie et de forge                                                                                               | ESFF                                     | École supérieure de fonderie et de forge en convention avec l'école nationale supérieure d'arts et métiers                                                              | Privé      | M                                         | 92 - Sèvres                                                    |
| 201 | Versailles                    | École nationale de la statistique et de l'administration économique                                                                    | ENSAE Paris                              | École nationale de la statistique et de l’administration économique du Groupe des Écoles nationales d’économie et statistique                                           | Public     | IMA                                       | 91 - Palaiseau                                                 |
| 202 | Versailles                    | École nationale supérieure de techniques avancées                                                                                      | ENSTA Paris                              | École nationale supérieure de techniques avancées (Institut polytechnique de Paris)                                                                                     | Public     | G,Mili                                    | 91 - Palaiseau                                                 |
| 203 | Versailles                    | Télécom Paris | Télécom Paris                            | Télécom Paris de l'Institut Mines-Télécom (Institut polytechnique de Paris)                                                                                             | Public     | G                                         | 91 - Palaiseau                                                 |
| 204 | Versailles                    | CESI | CESI                                     | CESI | Privé      | G                                         | 75 - Paris 06,16,31,33, 44,54,62,69, 64,76,92                  |
| 204 | Versailles                    | CESI | CESI                                     | CESI | Privé      | IMA                                       | 13,14,17,31, 33,44,51,59, 62,64,67,69, 72,76                   |
| 204 | Versailles                    | CESI | CESI                                     | CESI | Privé      | GC                                        | 16,17,29,34, 67,76,92,97                                       |
| 204 | Versailles                    | CESI | CESI                                     | CESI | Privé      | GI,MP                                     | 92                                                             |
| 204 | Versailles                    | CESI | CESI                                     | CESI | Privé      | IMA                                       | 34                                                             |

## Classement des écoles d'ingénieurs

### Classement général
Les 204 écoles d'ingénieurs françaises habilitées à délivrer un diplôme d'ingénieur font périodiquement l'objet de classements publiés dans les médias.
- L'Étudiant (2025), publié le 30 janvier 2025[3].
- Le Figaro Étudiant (2024), publié le 16 octobre 2023[4].
- L'Usine nouvelle (2025), publié le 8 janvier 2025[5].
- DAUR (2023), publié le 18 janvier 2024[6].

Le tableau inclut toutes les écoles qui figurent parmi les 100 premières du classement de L'Étudiant.
| École                           | L'Étudiant (2025) | DAUR (2024) | Le Figaro Étudiant (2024) | Studies Advisor (2024) | L'Usine nouvelle (2025) |
| ------------------------------- | ----------------- | ----------- | ------------------------- | ---------------------- | ----------------------- |
| École Polytechnique             | 1                 | 1           | 1                         | 5                      | 1                       |
| ENSTA Paris                     | 2                 | 6           | 6                         | 53                     | -                       |
| IMT Atlantique                  | 3                 | 14          | 14 =                      | 22                     |                         |
| CentraleSupélec                 | 4                 | 3 =         | 3                         | 1                      | 2                       |
| Télécom Paris                   | 5 =               | 7 =         | 5                         | 15                     | -                       |
| Mines Nancy                     | 5 =               | 11 =        | 14 =                      | 60                     | 4                       |
| Centrale Nantes                 | 7                 | 19 =        | 11                        | > 60                   | -                       |
| Centrale Lyon                   | 8                 | 10          | 7                         | 58                     | 15                      |
| Mines Paris                     | 9                 | 2           | 2                         | 4                      | 4                       |
| Mines Saint-Étienne             | 11                | 19 =        | 14 =                      | 59                     | -                       |
| Ponts ParisTech                 | 10                | 3 =         | 4                         | 2                      | 4                       |
| ENSAE Paris                     | 13                | 7 =         | 9                         | 24                     | 31                      |
| INSA Lyon                       | 14                | 39 =        | -                         | 8                      | 10                      |
| Grenoble INP - Ensimag          | 12                | 24          | 18 =                      | > 60                   | 52                      |
| IMT Mines Alès                  | 35 =              | 53 =        | 36 =                      | > 60                   | -                       |
| Isae-Supaéro                    | 22                | 7 =         | 8                         | 56                     | 7                       |
| Toulouse INP - ENSEEIHT         | 24                | 35 =        | 26                        | > 60                   | 45                      |
| ENSCM                           | 17                | 22          | 39 =                      | -                      | 23                      |
| ESIEE Paris                     | 25                | 105 =       | -                         | 33                     | 8                       |
| ESILV                           | 18                | 43 =        | -                         | 3                      | 9                       |
| Grenoble INP - Phelma           | 19                | 15 =        | 18 =                      | > 60                   | 39                      |
| Centrale Lille                  | 26                | 11=         | 13                        | > 60                   | 21                      |
| ECPM                            | 21                | 15 =        | 29 =                      | > 60                   | 13                      |
| ENSTA Bretagne                  | 20                | 24 =        | 23 =                      | > 60                   | -                       |
| Grenoble INP - Génie industriel | 32 =              | 43 =        | 27 =                      | -                      | 59                      |
| INSA Toulouse                   | 31                | 39 =        | -                         | 26                     | 64                      |
| Centrale Méditerranée           | 28                | 22 =        | 27 =                      | 16                     | 15                      |
| IMT Nord Europe                 | 15 =              | 45 =        | 44 =                      | 31                     | -                       |
| Bordeaux INP - ENSEIRB-Matmeca  | 37                | 53 =        | 36 =                      | 55                     | 18                      |
| ESPCI Paris                     | 15 =              | 3 =         | 10                        | > 60                   | 3                       |
| Grenoble INP - Ense3            | 32 =              | 39 =        | 29 =                      | > 60                   | 64                      |
| Arts et Métiers ParisTech       | 32 =              | 33 =        | 23 =                      | 11                     | 39                      |
| EFREI Paris                     | 30                | 98 =        | -                         | 42                     | 18                      |
| Télécom SudParis                | 27                | 30 =        | 22 =                      | 20                     |                         |
| UTC                             | 29                | 45 =        | -                         | 40                     | 39                      |
| ESIEA                           | 40                | 79 =        | -                         | 36                     | 12                      |
| INSA Hauts-de-France            | 57 =              | 79 =        | -                         |                        |                         |
| Polytech Nice-Sophia            | 23                | 116 =       | -                         | -                      | 59                      |
| CPE Lyon                        | 66 =              | 116 =       | -                         | 41                     | 52                      |
| Polytech Sorbonne Université    | > 100             | 92 =        | -                         | > 60                   | 64                      |
| Polytech Paris-Saclay           | 47 =              | 58 =        | -                         |                        |                         |
| CESI                            | 63 =              | 154 =       | -                         | 25                     | 34                      |
| Chimie Lille (ENSCL)            | 41 =              | 36 =        | 32 =                      | -                      | -                       |
| ICAM                            | 54 =              | 147 =       | -                         | > 60                   | 45                      |
| IMT Mines Albi-Carmaux          | 38                | 55 =        | 55 =                      | > 60                   | -                       |
| Agro ParisTech                  | 51 =              | 19 =        | 12                        | -                      | 64                      |
| ECE                             | 44 =              | 86 =        | -                         | > 60                   | 18                      |
| EIVP                            | 54 =              | 92 =        | 60 =                      | > 60                   |                         |
| ENTPE                           | 39                | 26 =        | 44 =                      | > 60                   | -                       |
| Toulouse INP - ENSIACET         | 57 =              | 35 =        | 47 =                      | > 60                   | 37                      |
| Polytech Montpellier            | 44 =              | 98 =        | -                         | > 60                   | 45                      |
| Télécom Saint-Etienne           | 66 =              | 115 =       | -                         |                        |                         |
| CY Tech (ex-EISTI)              | 93 =              | 98 =        | -                         | 46                     | 31                      |
| INSA Rennes                     | 41 =              | 49 =        | -                         | 7                      | 64                      |
| Builders Ecole d'Ingénieur      | 79 =              | -           | -                         |                        | 23                      |
| EEIGM                           | 61 =              | 67 =        | -                         | > 60                   | 25                      |
| Chimie ParisTech                | 41 =              | 11 =        | 17                        | > 60                   | 13                      |
| EPITA                           | 75                | 86 =        | -                         | > 60                   | 34                      |
| Grenoble INP - Pagora           | 73 =              | 177 =       | 72 =                      | -                      | -                       |
| SupOptique                      | > 100             | 39          | 26 =                      | > 60                   | -                       |
| Télécom physique Strasbourg     | 47 =              | 58 =        | 29 =                      | -                      |                         |
| ENSEM                           | 46                | 67 =        | 42 =                      |                        | 43                      |
| ESTP Paris                      | 66 =              | 61 =        | 24                        | 18                     | 31                      |
| INP Bordeaux - ENSMAC           | 93 =              | 79 =        | 67 =                      |                        | -                       |
| INSA Strasbourg                 | 63 =              | 92 =        | -                         | > 60                   |                         |
| ISAE-ENSMA                      | 59 =              | 49 =        | 47 =                      | > 60                   | -                       |
| UTBM                            | 47 =              | 92 =        | -                         | 10                     | 57                      |
| UTT                             | 35 =              | 79 =        | -                         | 13                     |                         |
| ESTIA                           | 97 =              | 177 =       | 60 =                      | -                      | 50                      |
| INSA Rouen                      | 47 =              | 61 =        | -                         | > 60                   |                         |
| Polytech Marseille              | 73 =              | 105 =       | -                         |                        |                         |
| ENSCR - Chimie Rennes           | 79 =              | 45 =        | 55 =                      |                        |                         |
| ESME Sudria                     | 87 =              | 147 =       | -                         | > 60                   | 25                      |
| IG2I                            | > 100             | 105 =       | -                         |                        | -                       |
| Sigma Clermont                  | 76 =              | 105 =       | 47 =                      |                        | 64                      |
| ECAM LaSalle                    | > 100             | 61 =        | -                         | -                      | 15                      |
| ENGEES                          | 63 =              | 35 =        | 67 =                      | -                      | -                       |
| ENSEA                           | 87 =              | 61 =        | 36 =                      | 29                     |                         |
| ENSIBS                          | 87 =              | 128 =       | -                         |                        |                         |
| ENSICAEN                        | > 100             | 55 =        | 42 =                      |                        |                         |
| INSA Centre Val de Loire        | > 100             | 92 =        | -                         | -                      | 52                      |
| IPSA                            | 83 =              | 98 =        | -                         |                        | 45                      |
| Polytech Grenoble               | 66 =              | 125 =       | -                         | > 60                   |                         |
| Polytech Lille                  | 83 =              | 128 =       | -                         |                        |                         |
| ENAC                            | > 100             | 33 =        | 18 =                      | > 60                   | -                       |
| ESIGELEC                        | > 100             | 86 =        | -                         | > 60                   | 64                      |
| ESISAR                          | 79 =              | 116 =       | -                         |                        | 62                      |
| ENSAIT                          | > 100             | 92 =        | 47 =                      |                        |                         |
| ENSGSI                          | 76 =              | 105 =       | -                         |                        | -                       |
| ENSIC                           | 51 =              | 45 =        | 32 =                      | -                      | 29                      |
| ENSIIE                          | 54 =              | 48 =        | 44 =                      | 19                     | -                       |
| ESBS                            | 59 =              | 15 =        | 32 =                      | > 60                   | -                       |
| EIDD                            | 66 =              | 67 =        | 47 =                      |                        |                         |
| ENSG                            | 83 =              | 18          | 32 =                      | > 60                   | 59                      |
| Institut agro Rennes-Angers     | 97 =              | 79 =        | -                         | -                      | 62                      |
| Polytech Lyon                   | 93 =              | 98 =        | -                         |                        | -                       |
| Polytech Nancy                  | > 100             | 128 =       | -                         |                        |                         |
| Sup Galilée                     | > 100             | 116 =       | -                         |                        |                         |
| 3iL                             | 76 =              | 147 =       | -                         |                        | 21                      |
| ENSISA                          | 83 =              | 136 =       | -                         |                        |                         |
| Polytech Tours                  | > 100             | 136 =       | -                         |                        |                         |

### Classement environnemental et social
ChangeNOW et Les Échos START ont réalisés en 2022 puis en 2023 le classement des grandes écoles selon leur engagement dans la transition écologique et sociétale. L'originalité de ce classement est qu'il ne fait pas appel à des critères tels que les salaires des diplômés ou les préférences accordées aux établissements par les candidats ou par les employeurs. Les critères retenus sont les suivants :
- densité de l'impact environnemental et sociétal au sein de la formation,
- réseau de diplômés,
- stratégie environnementale et sociétale et la publication des objectifs,
- diversité du recrutement et l'égalité des chances,
- associations étudiantes,
- excellence académique.

Le tableau inclut les 35 premières écoles de ce classement.[réf. nécessaire]
| Ecole                                  | Classement 2023 |
| -------------------------------------- | --------------- |
| ECN Centrale Nantes                    | 1               |
| Centrale Lyon                          | 2               |
| Mines Nancy                            | 3               |
| ESILV                                  | 4               |
| EIVP                                   | 5               |
| ENTPE                                  | 6               |
| Grenoble INP - Ense3                   | 7=              |
| Télécom Paris                          | 7=              |
| Centrale Méditerranée                  | 9               |
| ENSAT INP Toulouse                     | 10              |
| Université de Technologie de Compiègne | 11              |
| CentraleSupélec                        | 12              |
| Arts et Métiers ParisTech              | 13              |
| ISAE SupAéro                           | 14              |
| Toulouse INP ENSEEIHT                  | 15              |
| Junia HEI                              | 16              |
| Ponts ParisTech                        | 17              |
| Institut polytechnique UniLaSalle      | 18              |
| École Nationale Supérieure de Géologie | 19=             |
| BUILDERS École d’ingénieurs            | 19=             |
| Polytech Montpellier                   | 21              |
| ESTP Paris                             | 22              |
| ISARA Lyon                             | 23              |
| ESB                                    | 24              |
| CPE Lyon                               | 25              |
| ECE                                    | 26=             |
| INP Pagora Grenoble                    | 26=             |
| ENSAIA                                 | 26=             |
| EPITA                                  | 29              |
| Grenoble INP - ENSIMAG                 | 30              |
| EFREI                                  | 31              |
| ENSIIE - Evry                          | 32              |
| Polytech Lille                         | 33              |
| ENSI Poitiers                          | 34              |
| ESIEA                                  | 35              |